# Oldsmobile Vista Cruiser
Oldsmobile Vista Cruiser – samochód osobowy klasy pełnowymiarowej, a następnie klasy wyższej produkowany pod amerykańską marką Oldsmobile w latach 1964 – 1977.

## Pierwsza generacja

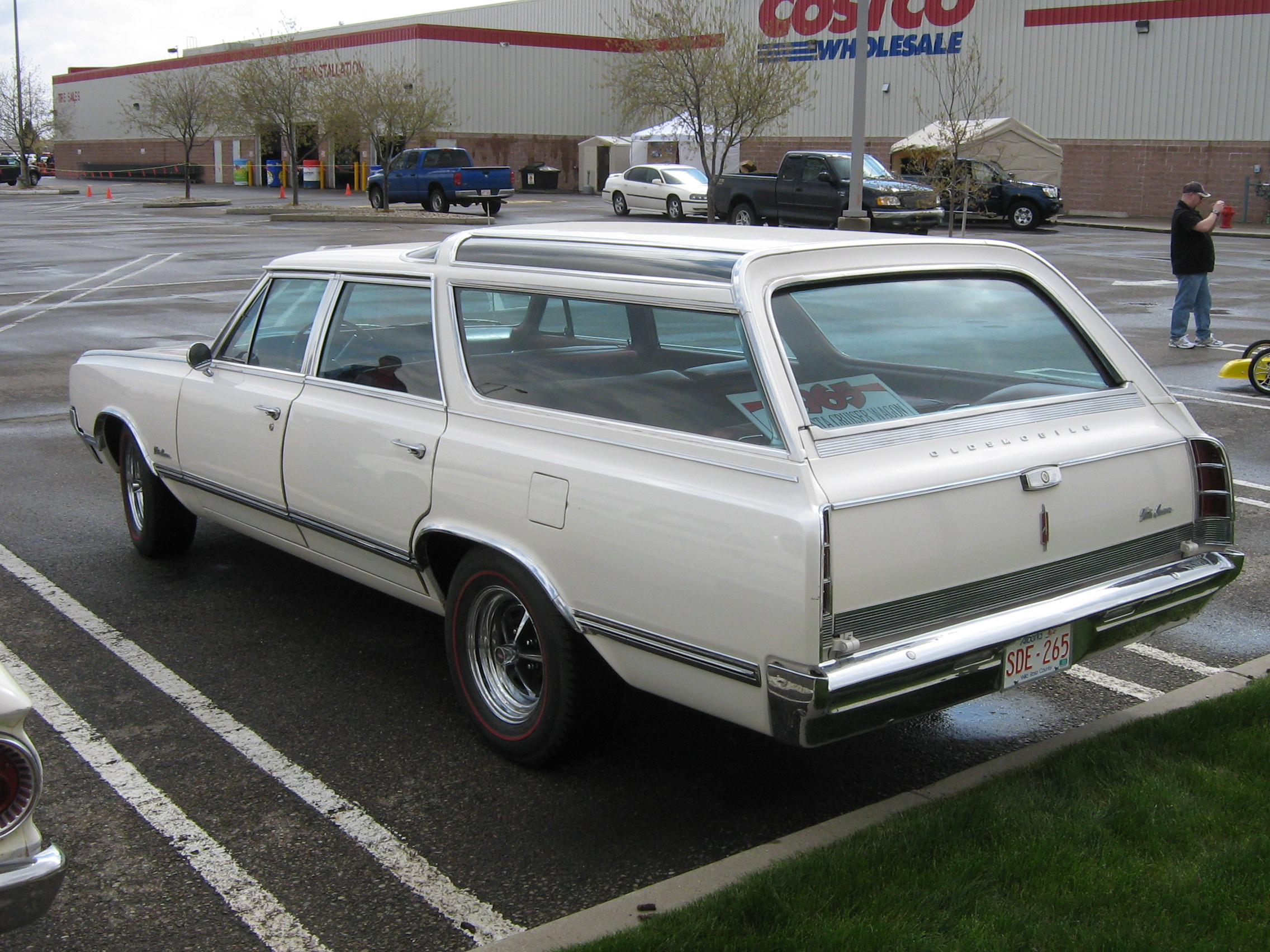
Oldsmobile Vista Cruiser I - tył

Oldsmobile Vista Cruiser I został zaprezentowany po raz pierwszy w 1964 roku.
W połowie lat 60. XX wieku Oldsmobile poszerzyło swoją ofertę modelową o pełnowymiarowe kombi opracowane w ramach koncernu General Motors razem z firmą Buick.
Pojazd realizował popularną w drugiej połowie XX wieku w Ameryce Północnej koncepcję stosowaną także przez konkurencyjne marki takie jak Ford, Chrysler czy Mercury.
Charakterstycznymi cechami wyglądu pierwszej generacji modelu Vista Cruiser była masywna, szeroka karoseria z podwójnymi reflektorami, duża chromowana atrapa chłodnicy, a także duży przedział transportowy z wąskimi tylnymi lampami.

### Silniki
- V8 5.4l Rocket

## Druga generacja

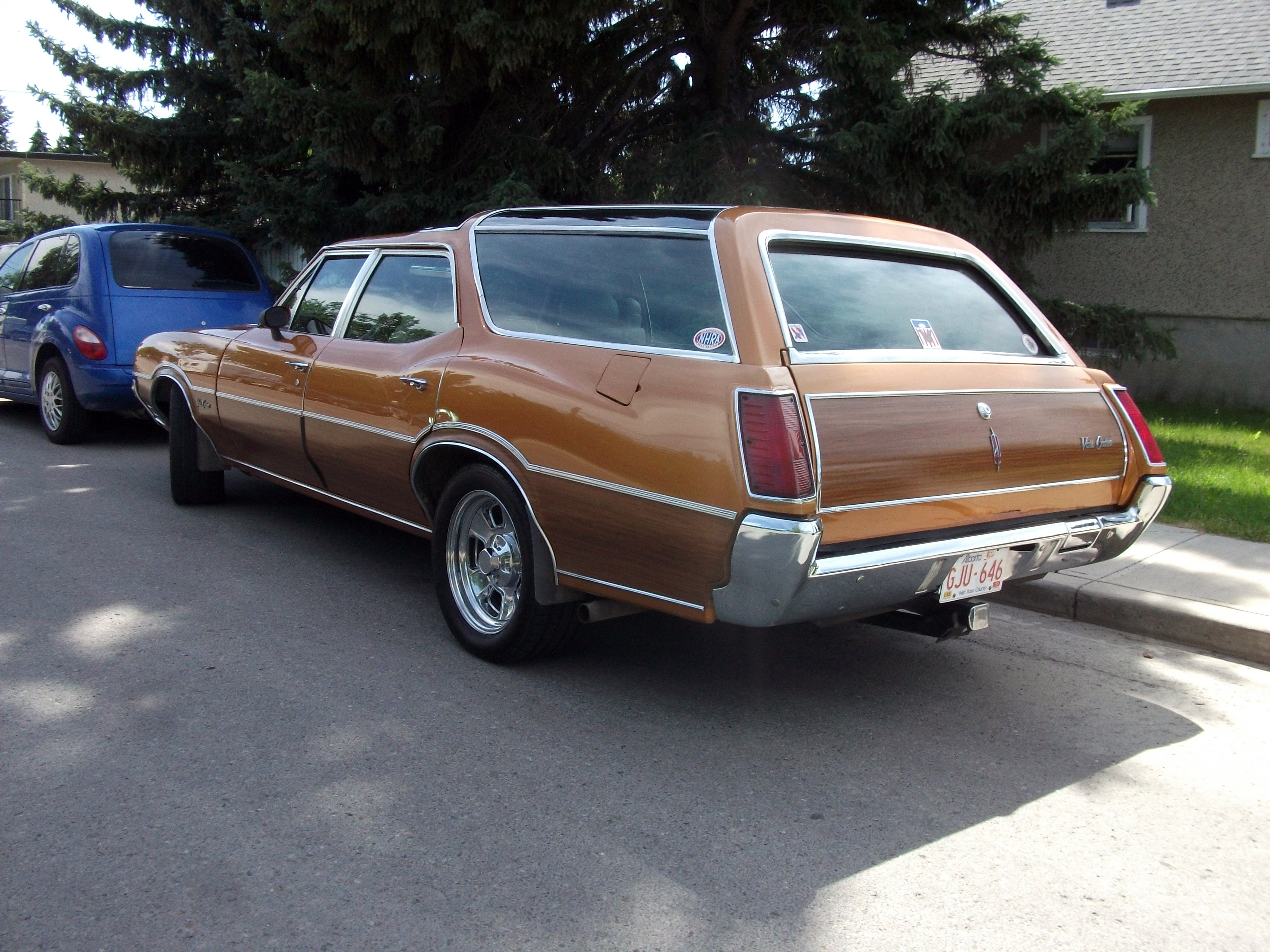
Oldsmobile Vista Cruiser II - tył

Oldsmobile Vista Cruiser II został zaprezentowany po raz pierwszy w 1968 roku.
Druga generacja Vista Cruiser przeszła obszerne modyfikacje wizualne, zyskując masywniejszą karoserię z bardziej awangardowymi akcentami stylistycznymi. Z przodu pojawiła się podzielona na dwie części atrapa chłodnicy, z szeroką poprzeczką dzielącą ją na pół. Zachowano też dwuczęściowe, okrągłe reflektory.
Innym charakterystycznym rozwiązaniem był także wyraźniej zarysowany, podniesiony przedział transportowy z wyżej poprowadzoną linią dachu i linią szyb względem pozostałych części nadwozia. Vista Cruiser II był też dostępny z dwukolorowym malowaniem nadwozia.

### Silniki
- V8 5.7l Rocket
- V8 6.6l Rocket
- V8 7.5l Rocket

## Trzecia generacja

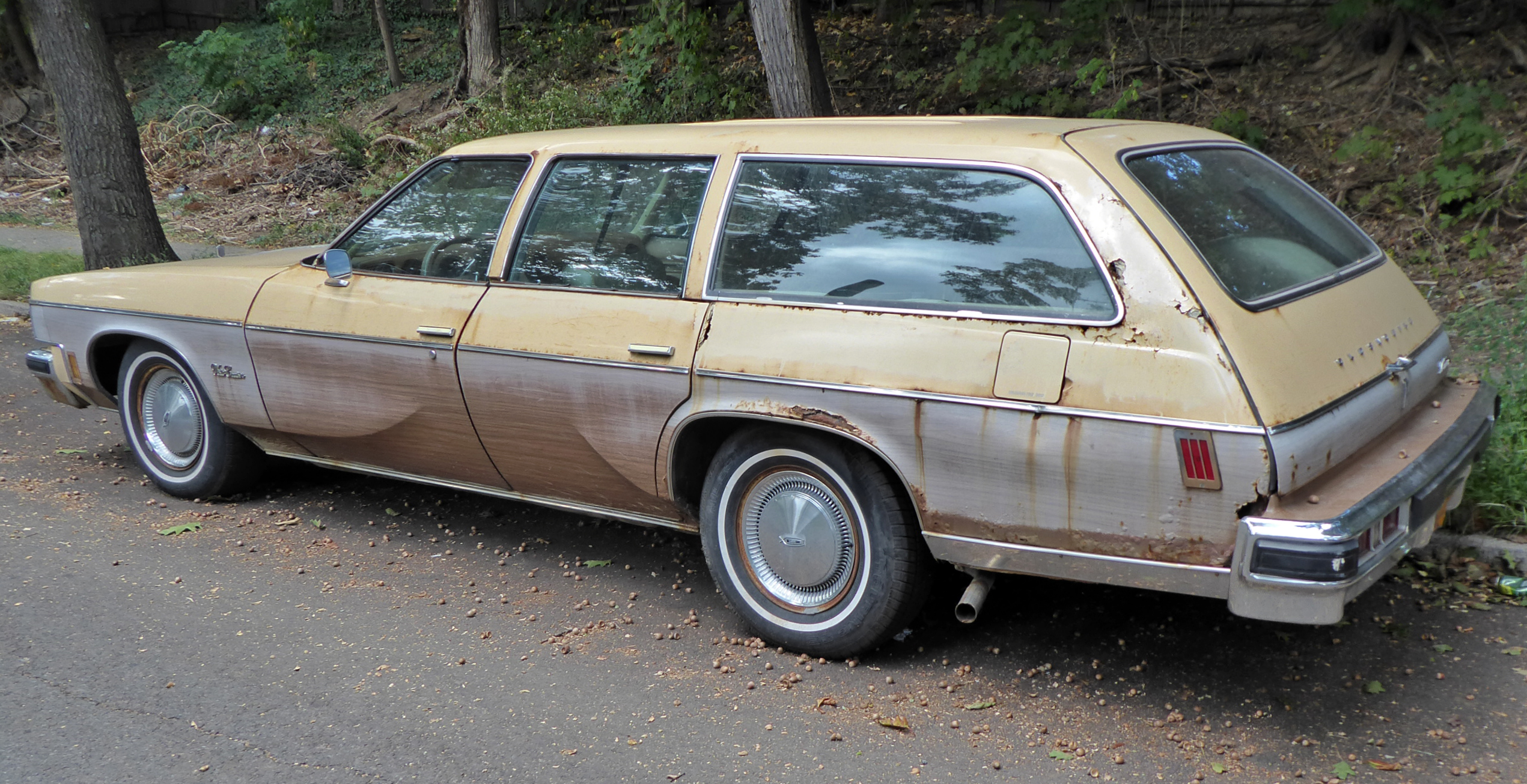
Oldsmobile Vista Cruiser III - tył

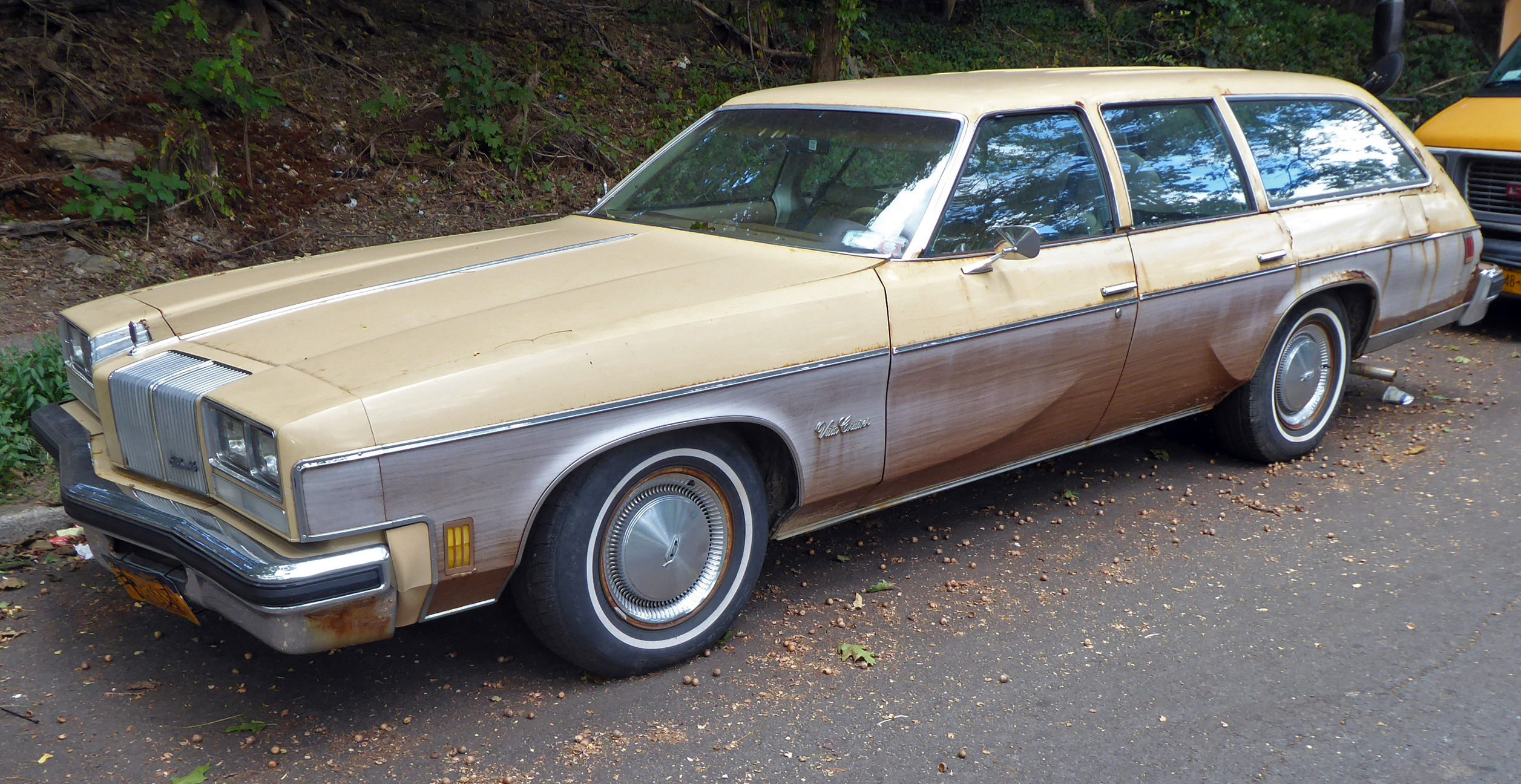
Oldsmobile Vista Cruiser III po liftingu

Oldsmobile Vista Cruiser III został zaprezentowany po raz pierwszy w 1973 roku.
Trzecia i ostatnia generacja Oldsmobile Vista Cruiser powstała tym razem już bez udziału Buicka, opierając się na technice innych konstrukcji koncernu General Motors - na czele z pojadem Chevrolet Chevelle. Jako że ofertę Oldsmobile poszerzył dwa lata wcześniej ofertę o nowy, pełnowymiarowy model Custom Cruiser, tak Vista Cruiser stał się mniejszym pojazdem plasującym się poniżej niego w ofercie.

### Lifting
W 1974 roku Vista Cruiser III przeszło obszerną modernizację, w ramach której zmieniono wygląd pasa przedniego. Pojawiły się większe, kanciaste reflektory oraz duża, prostokątna atrapa chłodnicy w stylu pokrewnego modelu Cutlass. Po zakończeniu produkcji w 1977 roku, następcę przedstawiono dopiero 7 lat później w postaci modelu Cutlass Cruiser.

### Silniki
- V8 5.7l Rocket
- V8 6.6l Rocket
- V8 7.5l Rocket